# Institut international de recherche sur la paix de Stockholm
 (juin 2022).
Si vous disposez d'ouvrages ou d'articles de référence ou si vous connaissez des sites web de qualité traitant du thème abordé ici, merci de compléter l'article en donnant les références utiles à sa vérifiabilité et en les liant à la section « Notes et références ».
L'Institut international de recherche sur la paix de Stockholm (en anglais, Stockholm International Peace Research Institute, SIPRI) est un institut international basé à Stockholm. Il a été fondé en 1966 et fournit des données, des analyses et des recommandations dans les secteurs concernant les conflits armés, les dépenses militaires, le commerce d'armes, et le désarmement et le contrôle d'armes. La recherche est basée sur des sources accessibles et s'adresse aux décideurs (politiques), aux chercheurs, aux médias et au public intéressé.
L'objectif organisationnel de SIPRI est de mener des recherches scientifiques sur les questions de conflit et de coopération importantes pour la paix et la sécurité internationales, dans le but de contribuer à la compréhension des conditions d'une solution pacifique des conflits internationaux et d'une paix durable.

## Histoire
En 1964, Tage Erlander, alors Premier ministre de Suède, a présenté l'idée de créer un institut de recherche sur la paix pour commémorer 150 ans de paix ininterrompue dans le pays.
Une commission dirigée par l'ambassadrice Alva Myrdal a proposé, dans le rapport présenté en 1966, la création d'un institut, appelé plus tard l'Institut international de Stockholm pour la recherche sur la paix, SIPRI. Les recherches menées par l'institut devant contribuer à « comprendre les conditions préalables à une paix stable et à des solutions pacifiques aux conflits internationaux »  et la commission a recommandé que la recherche se concentre sur les armements, leur limitation et leur réduction, et le contrôle des armements. La commission a également recommandé que les travaux de SIPRI aient « un caractère de recherche appliquée orientée vers des questions pratico-politiques [qui] doivent être menées en échange constant avec des recherches de nature plus théorique ».
Le parlement suédois a décidé que l'institut serait créé le 1er juillet 1966 avec un statut de fondation statutaire indépendante. Toutes les enquêtes du SIPRI sont basées sur des sources gouvernementales accessibles à tous.
SIPRI a été classé parmi les trois premiers groupes de réflexion mondiaux non américains en 2014 par le rapport Global Go To Think Tanks de l'Institut Lauder de l'Université de Pennsylvanie. En 2020, SIPRI a été classé 34ème parmi les groupes de réflexion dans le monde.

## Organisation
L'organisation du SIPRI se compose d'un conseil d'administration, d'un directeur, d'un directeur adjoint, d'une équipe de chercheurs et d'un personnel administratif dans les domaines de la communication, de la rédaction et de la logistique. Le conseil d'administration prend des décisions sur les questions importantes concernant le programme de recherche, les activités, l'organisation et la gestion financière de l'institut. Les autres questions sont décidées par le directeur. L'équipe de chercheurs conseille le directeur sur les questions de recherche.
Le personnel de 84 employés est principalement international, avec une représentation de 27 nationalités différentes signalée en 2021. Les chercheurs sont recrutés pour des périodes de projet spécifiques et représentent diverses disciplines académiques. SIPRI accueille également des chercheurs extérieurs qui travaillent sur des questions liées aux programmes de recherche ainsi que des stagiaires dans des domaines pertinents dont les programmes d'études peuvent contribuer et/ou bénéficier du travail du SIPRI.
L'institut travaille au sein d'un réseau international, en coopération et en partenariats avec d'autres instituts et avec des chercheurs indépendants. SIPRI coopère étroitement avec de nombreuses organisations multilatérales, telles que les Nations unies et l'Union européenne. Le SIPRI reçoit fréquemment la visite de délégations gouvernementales, de parlementaires et de chercheurs. L'institut entretient des relations étroites avec le corps diplomatique à Stockholm.

### Conseil d'administration
Membres du Conseil d'Administration actuel:

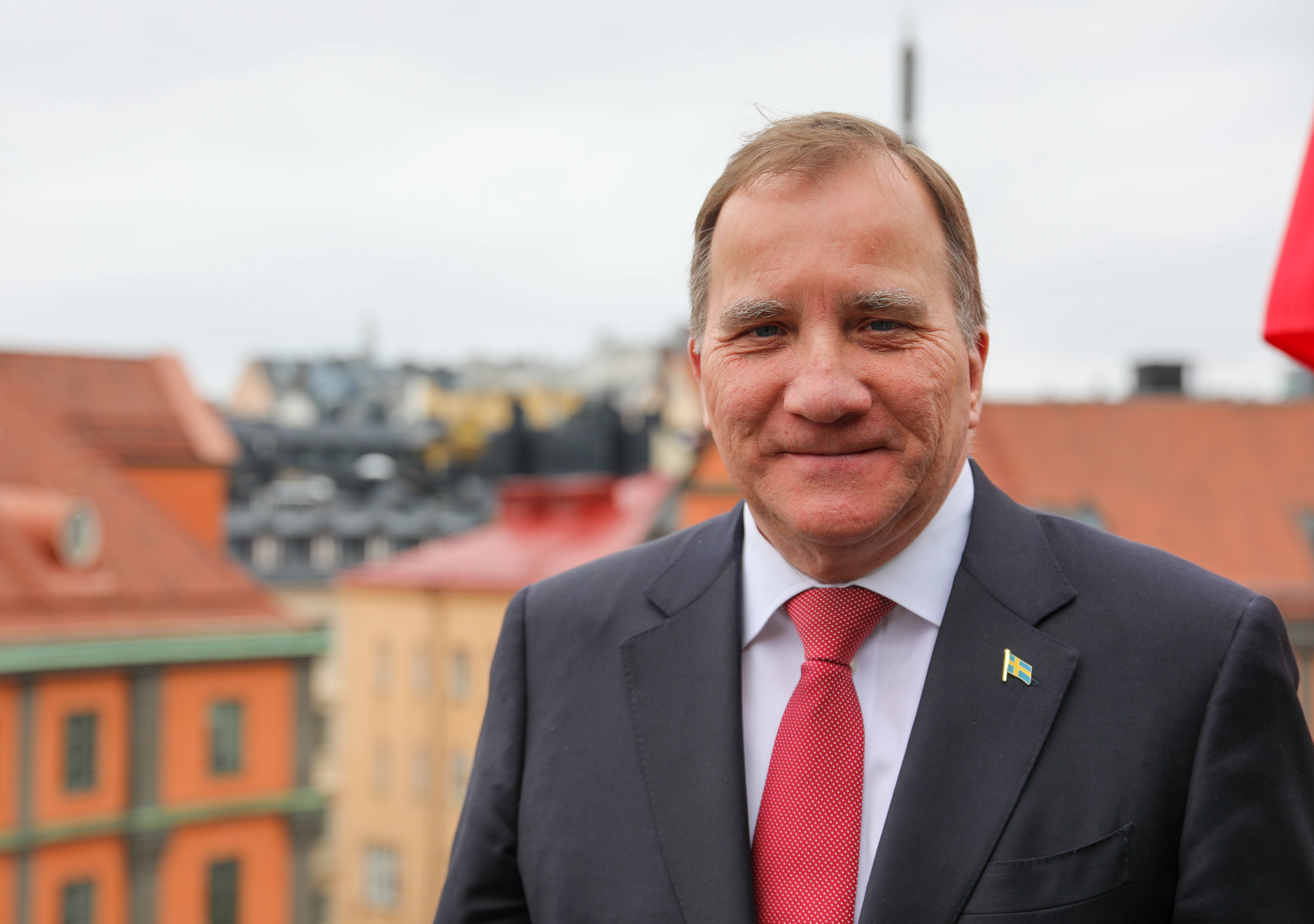
Stefan Löfven, Président du Conseil d'Administration de SIPRI

- Stefan Löfven (Suède), ancien Premier Ministre de la Suède, qui, depuis le 1er Juin 2022, est le Président du Conseil d'Administration de SIPRI
- Dr Mohamed Ibn Chambas (Ghana), ancien Représentant spécial du Secrétaire général des Nations unies pour l'Afrique de l'Ouest et Chef du Bureau des Nations unies pour l'Afrique de l'Ouest (UNOWAS)
- Ambassadeur Chan Heng Chee (Singapour), Ambassadeur Itinérant, Ministère des affaires étrangères de Singapour
- Jean-Marie Guéhenno (France), conseiller principal, Centre pour le dialogue humanitaire et membre du Conseil Consultatif de Haut-Niveau sur la Médiation du Secrétaire général des Nations unies
- Dan Smith (Royaume-Uni), Directeur, SIPRI
- Patricia Lewis (Royaume-Uni/Irlande), Directrice de Recherche, Sécurité Internationale à Chatham House
- Radha Kumar (Inde), Présidente, Conseil de l'Université des Nations Unies
- Jessica Tuchman Mathews (États-Unis), Ancienne Présidente du Fondation Carnegie pour la paix internationale et actuelle Membre Émérite.
- (Russie), Directeur, Institut Primakov de l'économie mondiale et des relations internationales (IMEMO), Académie des Sciences de Russie

Anciens Présidents du Conseil d'Administration:
- Alva Myrdal (1966–67)
- Gunnar Myrdal (1967–73)
- Rolf Edberg (1974–78)
- Hans Blix (1978)
- Karin Söder (1978–79)
- Rolf Björnerstedt (1979–85)
- Ernst Michanek (1985–87)
- Inga Thorsson (1987–91)
- Daniel Tarschys (1992–2000)
- Rolf Ekeus (2000–10)
- Göran Lennmarker (2010–14)
- Sven-Olof Petersson (2014–2017)
- Jan Eliasson (2017–2022)

### Directeur
Le directeur, qui est nommé par le gouvernement suédois, est le principal responsable du programme de travail de SIPRI. Le Dr Bates Gill a été directeur de SIPRI de 2007 à 2012. En septembre 2012, le Gouvernement Suédois a nommé l'économiste allemand Tilman Brück comme son successeur. Brück a occupé le poste de directeur de SIPRI de janvier 2013 à juin 2014. En juin 2014, le conseil d'administration du SIPRI a nommé le Dr Ian Anthony au poste de directeur pour une période intérimaire. Le directeur actuel, Dan Smith, a été nommé en septembre 2015.
Anciens Directeurs de SIPRI:
- Robert Neild (Royaume-Uni, 1967–71)
- Frank Barnaby (Royaume-Uni, 1971–81)
- Frank Blackaby (Royaume-Uni, 1981–86)
- Walther Stützle (Allemagne, 1986–91)
- Adam Daniel Rotfeld (Pologne, 1991–2002)
- Alyson Bailes (Royaume-Uni, 2002–07)
- Bates Gill (Etats-Unis, 2007–12)
- Tilman Brück (Allemagne, 2013–14)
- Ian Anthony (Royaume-Uni, intérim 2014–15)

## Recherche
La recherche est menée à SIPRI par un personnel international d'environ 46 chercheurs et assistants de recherche. Le programme de recherche actuel de l'institut se concentre sur les grands thèmes suivants :
- Armement et Désarmement[4]
- Conflit, Paix et Sécurité[5]
- Paix et Développement[6]

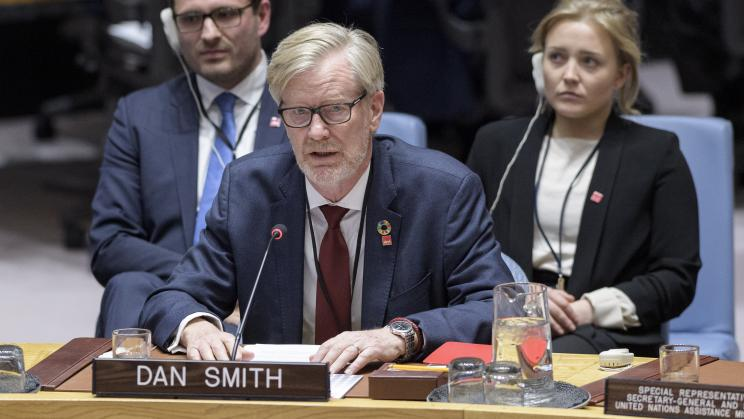
Le directeur du SIPRI, Dan Smith, informe le Conseil de sécurité des Nations unies sur les risques sécuritaires liés au climat en Somalie.

Avec les domaines de recherche suivants :
- Armements et dépenses militaires[7]
- Armes chimiques et biologiques[8]
- Contrôle des exportations de biens à double usage et des armes[9]
- Technologies militaires et sécuritaires émergentes[10]
- Consortium de l'UE sur la non-prolifération et le désarmement
- Armes de destruction massive[11]
- Désarmement nucléaire, contrôle des armements et non-prolifération[12]
- Afrique[13]
- Asie[14]
- Europe[15]
- Moyen-Orient et Afrique du Nord[16]
- Opérations de paix et gestion des conflits[17]
- Changement climatique et risques - SIPRI examine les implications du changement climatique pour la paix et la sécurité mondiales, reconnaissant que la dégradation de l'environnement et les catastrophes liées au climat peuvent aggraver la pénurie de ressources, déplacer des populations et accroître les tensions au sein et entre les communautés[18].
- “Environment of Peace” - Cette initiative vise à explorer les stratégies pour assurer la paix dans une ère marquée par des risques environnementaux importants, notamment la perte de biodiversité, la rareté de l'eau et les impacts du changement climatique sur la productivité agricole[19].
- Alimentation, paix et sécurité - La collaboration du SIPRI avec le Programme alimentaire mondial des Nations unies vise à améliorer la compréhension du lien entre la sécurité alimentaire et la paix. L'insécurité alimentaire peut à la fois être une conséquence et une cause de conflit, affectant la stabilité et la paix aux niveaux local, national et mondial[20].
- Gouvernance et société - L'institut se concentre sur le rôle des systèmes de gouvernance dans l'atténuation ou l'exacerbation des conflits. Une gouvernance efficace peut aider à résoudre les conflits et à promouvoir une paix durable en assurant la justice, en favorisant le développement économique et social, et en protégeant les droits de l'homme[21].
- Maintien de la paix et résilience - Ce domaine de recherche examine les conditions nécessaires à la résolution des conflits et à la promotion d'une paix positive, qui implique de construire les bases sociales, économiques et politiques d'une paix et d'un développement à long terme[22].

### Publications et informations
Les publications et les informations du SIPRI sont partagées à un large éventail de décideurs politiques, de chercheurs, de journalistes, d'organisations et au grand public. Les résultats de la recherche du SIPRI sont diffusés par la publication de livres et de rapports, ainsi que par le biais de colloques et de séminaires. L'institut a forgé sa réputation en se concentrant sur les réalités actuelles, en fournissant des faits impartiaux aux États et aux individus.

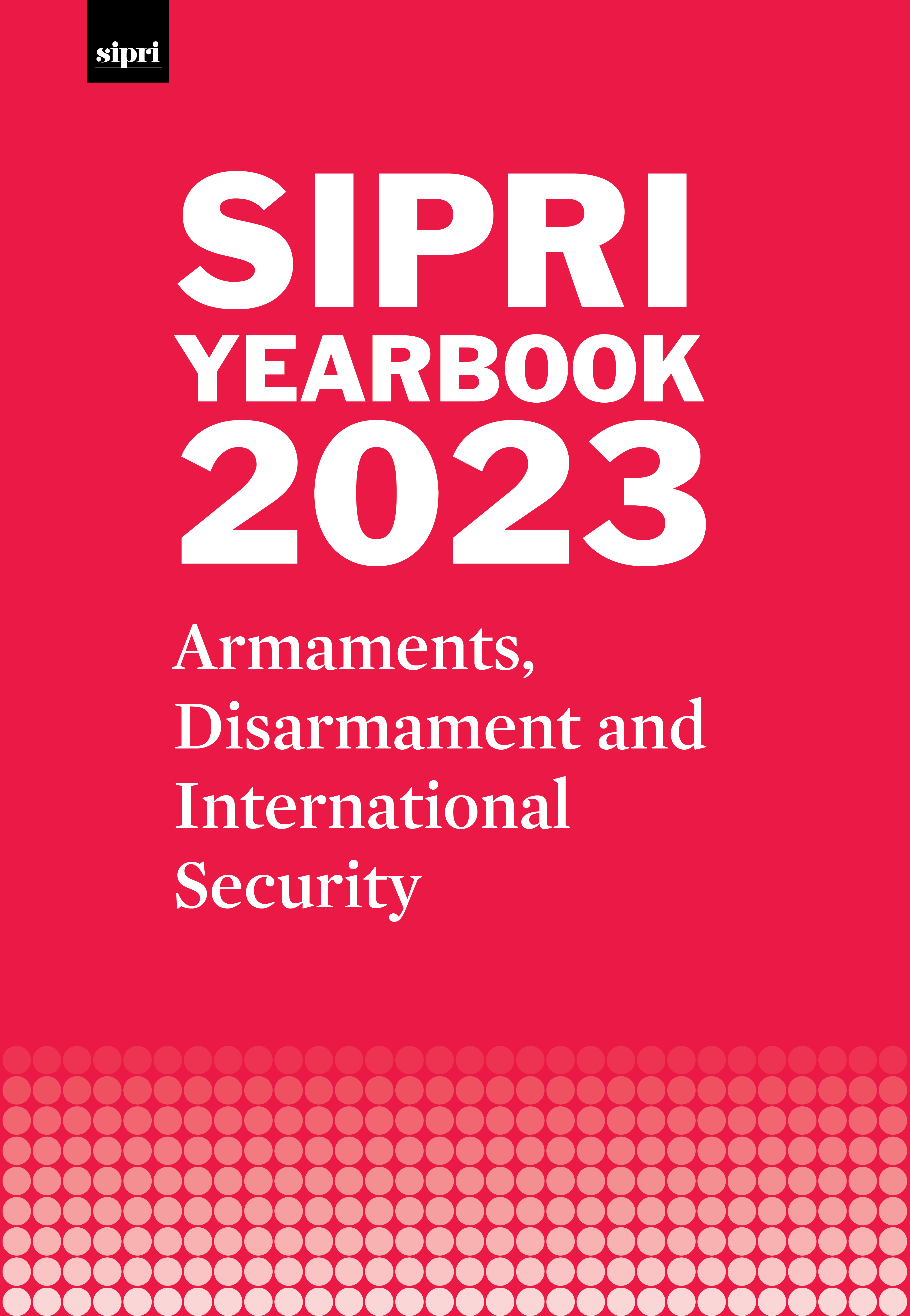
SIPRI Yearbook 2023

La principale publication du SIPRI, le SIPRI Yearbook, a été publiée pour la première fois le 12 novembre 1969. Le Yearbook sert de source de confiance et indépendante à laquelle les politiciens, les diplomates et les journalistes peuvent se tourner pour un compte rendu de ce qui s'est passé au cours de l'année écoulée en ce qui concerne les armements, le contrôle des armements, les conflits armés et la résolution des conflits. Il est traduit en plusieurs autres langues, notamment l'arabe, le chinois, le russe et l'ukrainien. Le résumé du SIPRI Yearbook est disponible dans plusieurs langues, dont le catalan, le néerlandais, le français, l'italien, le coréen, le persan, l'espagnol et le suédois.
Séries du SIPRI :
- SIPRI Yearbook : Armements, Désarmement et Sécurité Internationale[24]
- Résumé du Yearbook SIPRI en anglais et dans plusieurs autres langues[25]
- Publications d'Oxford University Press
- Documents de recherche et rapports du SIPRI
- Notes et rapports politiques du SIPRI
- Fiches d'information et documents de référence du SIPRI
- Bases de données du SIPRI

### Les bases de données de SIPRI
Les projets de recherche de SIPRI comprennent de vastes bases de données sur les dépenses militaires, les industries productrices d'armes, les transferts d'armes, les guerres chimiques et biologiques, les contrôles des exportations nationales et internationales, les accords de contrôle des armements, les chronologies annuelles des événements majeurs de contrôle des armements, les manœuvres militaires et les explosions nucléaires.

#### Base de données de SIPRI sur les transferts d'armes
La base de données est mise à jour chaque printemps et est utile à quiconque cherche à surveiller et à mesurer le flux international des principales armes classiques.

#### Base de données de SIPRI sur la cartographie des activités de coopération et d'assistance pertinentes pour le TCA
La base de données de SIPRI sur la cartographie des activités de coopération et d'assistance applicables pour le TCA couvre les activités de coopération et d'assistance en matière de transfert d'armes et de contrôle des armes légères et de petit calibre (ALPC) depuis 2012. La base de données soutient l'implémentation de deux traités par l'État - le Programme d'Action des Nations unies sur l'ALPC et le Traité sur le Commerce des Armes de 2013.

#### Base de données de SIPRI sur l'Industrie des Armes
La base de données de SIPRI sur l'Industrie des Armes regroupe les 100 plus grandes entreprises de production d'armes et de services militaires.

#### Base de données de SIPRI sur les Opérations de Paix Multilatérales
Cette base de données comprend des données sur le personnel, les contributions des pays, les décès et les budgets de toutes les opérations de paix multilatérales depuis l'an 2000 et au-delà.

#### Base de données de SIPRI sur les Dépenses Militaires
La base de données sur les dépenses militaires rend compte des dépenses militaires annuelles de la majorité des pays dans le monde.
Après avoir considérablement baissé dans les années 1990, les dépenses militaires mondiales sont reparties à la hausse depuis les années 2000.
Ce constat est associé au regain des tensions, avec la Russie après l’annexion de la Crimée puis l'invasion de l'Ukraine, entre la Chine et les États-Unis à propos de Taïwan, et l'instabilité et incertitudes au Moyen-Orient ((Syrie, Yemen, Arabie Saoudite, Iran, Israël…). Selon le rapport du Sipri, l’année 2022 représente la huitième année consécutive de hausse pour les investissements dans les armées, estimés à 2 240 milliards de dollars.

## Événements et conférences

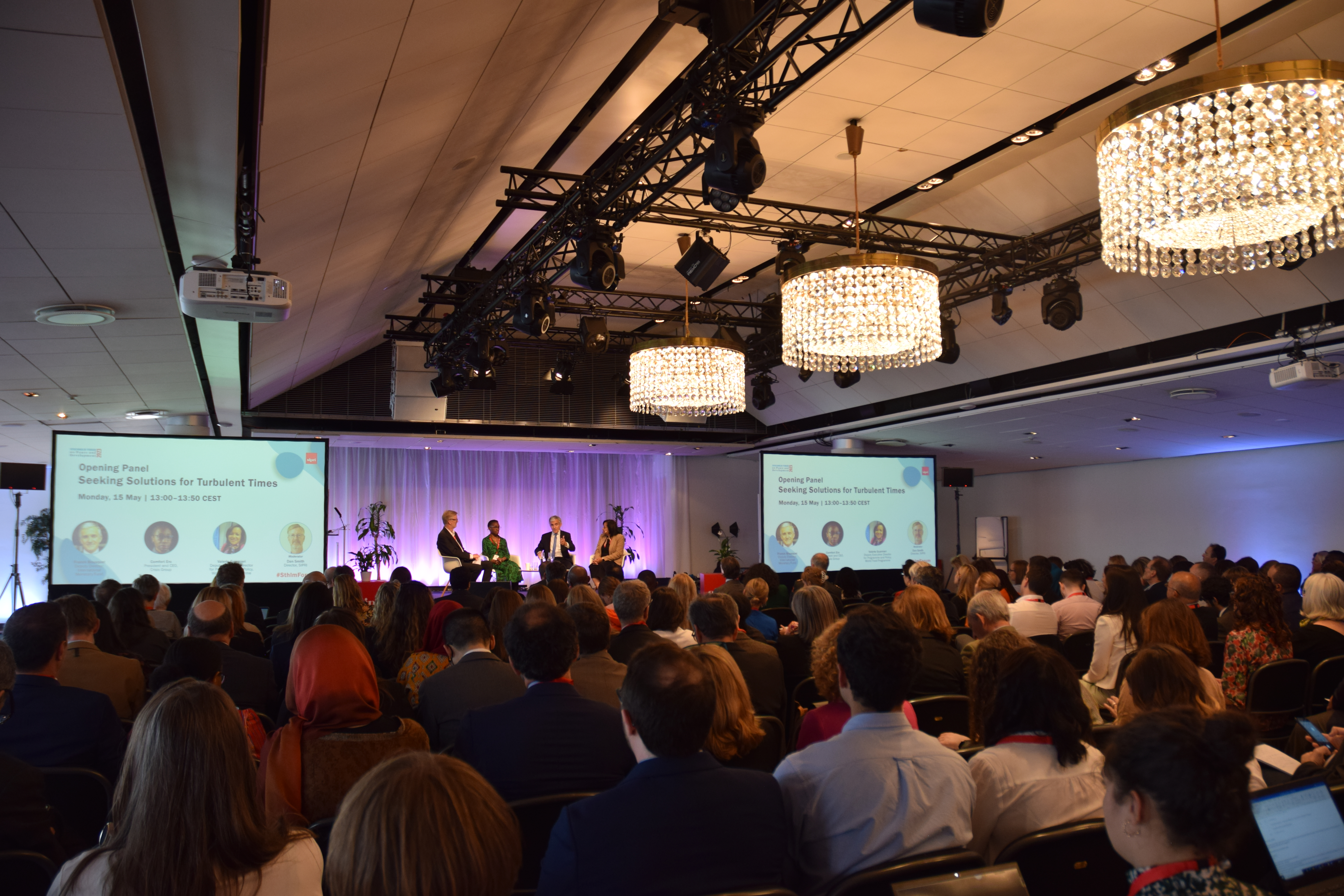
2023 Stockholm Forum on Peace and Development

Dans ses domaines de compétences, SIPRI organise de nombreux ateliers, des conférences, des séminaires et des présentations, réunissant un large éventail d'expertises pour des échanges de points de vue sur des thèmes pertinents. Parmi ces événements, les plus importants sont le Forum de Stockholm sur la paix et le développement, la Conférence sur la sécurité de Stockholm et la Conférence du SIPRI.

## Partenariats
SIPRI fait partie du Hub de Stockholm sur l'Environnement, le Climat et la Sécurité, qui fournit des informations basées sur des données probantes sur la construction de la sécurité et de la prospérité ainsi que sur le renforcement de la résilience face au changement climatique. Le Hub de Stockholm connecte l'expertise du SIPRI à trois autres instituts de recherche de premier plan : le Stockholm Environment Institute (SEI), le Stockholm International Water Institute (SIWI) et le Stockholm Resilience Centre (SRC). Le Hub de Stockholm est financé par le Ministère des Affaires Étrangères suédois.

## Chercheurs
- Florian Krampe, PhD

## Finances
Le soutien financier du SIPRI provient principalement des gouvernements et des organisations philanthropiques indépendantes du monde entier. Le SIPRI reçoit également un soutien annuel du gouvernement suédois sous forme de subvention de base approuvée par le Parlement suédois.